# Tuffi ai campionati europei di nuoto 2014 - Piattaforma 10 metri maschile
La competizione di tuffi dalla piattaforma 10 metri maschile dei campionati europei di nuoto 2014 si è disputata il 23 agosto 2014. Gli atleti ammessi al turno preliminare sono stati 15, di cui 12 hanno avuto accesso alla finale. La medaglia d'oro è stata vinta dal russo Viktor Minibaev, che ha preceduto il britannico Tom Daley, argento, ed il tedesco Sascha Klein, bronzo.

## Medaglie
| Posizione | Atleta          | Paese         |
| --------- | --------------- | ------------- |
| Oro       | Viktor Minibaev | Russia        |
| Argento   | Tom Daley       | Gran Bretagna |
| Bronzo    | Sascha Klein    | Germania      |

## Risultati
Il turno preliminare si è disputato alle ore 10:00, la finale alle ore 14:00.
In verde sono indicati gli atleti ammessi alla finale.
| Pos. | Atleti              | Nazionalità   | Eliminatorie | Eliminatorie | Finale | Finale |
| Pos. | Atleti              | Nazionalità   | Punti        | Pos.         | Punti  | Pos.   |
| ---- | ------------------- | ------------- | ------------ | ------------ | ------ | ------ |
|      | Viktor Minibaev     | Russia        | 517.90       | 1            | 586.10 | 1      |
|      | Tom Daley           | Gran Bretagna | 502.25       | 3            | 535.45 | 2      |
|      | Sascha Klein        | Germania      | 512.10       | 2            | 530.90 | 3      |
| 4    | Patrick Hausding    | Germania      | 453.90       | 4            | 515.40 | 4      |
| 5    | Nikita Šlejcher     | Russia        | 431.05       | 5            | 464.50 | 5      |
| 6    | Vadzim Kaptur       | Bielorussia   | 408.15       | 8            | 431.15 | 6      |
| 7    | Francesco Dell'Uomo | Italia        | 413.10       | 7            | 422.50 | 7      |
| 8    | Oleksandr Bondar    | Ucraina       | 427.95       | 6            | 419.55 | 8      |
| 9    | Benjamin Auffret    | Francia       | 385.30       | 10           | 403.15 | 9      |
| 10   | Cătălin Cozma       | Romania       | 365.30       | 11           | 400.35 | 10     |
| 11   | Jesper Tolvers      | Svezia        | 388.40       | 9            | 397.30 | 11     |
| 12   | James Denny         | Gran Bretagna | 357.30       | 12           | 311.60 | 12     |
| 13   | Espen Valheim       | Norvegia      | 334.85       | 13           |        |        |
| 14   | Loïs Szymczak       | Francia       | 333.90       | 14           |        |        |
| 15   | Krisztián Somhegyi  | Ungheria      | 333.20       | 15           |        |        |